# Drahomíra (jméno)
Drahomíra je ženské křestní jméno slovanského původu. Svátek má podle českého kalendáře 18. července. Jméno vzniklo složením slov drago („drahý“) a mir („pokoj“, „klid“). Vykládá se jako „ta, jejíž cesta je mír“. Mužská obdoba tohoto jména je Drahomír i Dragomir.

## Domácké podoby
Drahuše, Drahuška, Drahomírka, Draha, Dája, Mirka

## Drahomíra v jiných jazycích
- Slovensky: Drahomíra
- Polsky: Drogomira
- Bulharsky, srbochorvatsky: Dragomira

## Drahomíra v populární kultuře
- Píseň „Drahomíra“ od Ivana Mládka

## Osoby
- Drahomíra ze Stodor (kolem 877?/890? – po 935), česká kněžna, manželka Vratislava I. a matka synů Boleslava a Václava, pozdějšího patrona české země
- Drahomíra Bačkorová, vedoucí redakce Centra zpravodajství Pardubice
- Drahomíra Cabalková (* 1936), česká a československá politička
- Drahomíra Dražská (* 1966), vrátná na studentských kolejích v Praze-Tróji v listopadu 1989
- Drahomíra Drobková (1935–2022), česká operní pěvkyně (alt, mezzosoprán)
- Drahomíra Fialková (1923–2010), česká herečka
- Drahomíra Gajdošová (* 1921), česká (moravská) žurnalistka, autorka knihy a povídek pro mládež
- Drahomíra Hekelová (* 1948), kanadská sochařka českého původu
- Drahomíra Hofmanová (* 1943), česká herečka
- Drahomíra Chodurová (* 1934), česká a československá politička
- Drahomíra Kočová (* 1955), česká dabérka, překladatelka a režisérka
- Drahomíra Kovaříková (* 1957), česká politička
- Drahomíra Leflerová (* 1927), česká a československá politička
- Drahomíra Matznerová (* 20. století), varhanice
- Drahomíra Miklošová (* 1953), politička
- Drahomíra Pavelková (* 1963), ekonomka a pedagožka
- Drahomíra Pithartová (* 1940), česká publicistka a spisovatelka
- Drahomíra Račáková, redaktorka a moderátorka České televize
- Drahomíra Slabá (* 1957), česká a československá politička
- Drahomíra Stránská (1899–1964), přední československá etnografka a pedagožka
- Drahomíra Šinoglová (* 1951), česká politická vězeňkyně komunistického režimu v Československu
- Drahomíra Šustrová (1913–2006), česká učitelka, spisovatelka, divadelní režisérka, svitavská městská kronikářka a regionální historička
- Drahomíra Tikalová (1915–1997), česká sopranistka
- Drahomíra Vihanová (1930–2017), režisérka

## Fiktivní postavy
- princezna Drahomíra – fiktivní postava z pohádky Byl jednou jeden král… Hrála ji Irena Kačírková.